# William Henry White (homme politique)
Pour les articles homonymes, voir William Henry White et William White.
William Henry White, né le 21 août 1865 et décédé le 11 juin 1930, était un fermier et un homme politique du Nord de l'Alberta au Canada. 

## Biographie
Il est natif du Canada-Ouest, de nos jours l'Ontario, mais se rendit dans l'Ouest canadien alors qu'il servait au sein de la Police montée du Nord-Ouest en 1881. De 1887 à 1891, il était un inspecteur de propriété.  En 1897, il se maria avec Annie Davie et ils ont deux fils et une fille. De 1909 à 1921, il fut député fédéral représentant la circonscription de Victoria en Alberta avec le Parti libéral du Canada. En fait, il est le premier député de cette circonscription qui venait d'être créée.

## Annexe